# Энрикес, Константен
Константин Энрикес (фр. Constantin Henriquez, не ранее 1876 и не позднее 1877, Пор-де-Пе — 1 февраля 1942, Порт-о-Пренс) — французский регбист, чемпион летних Олимпийских игр 1900.

## Биография
Энрикес — первый чернокожий по происхождению спортсмен, участвовавший в Олимпийских играх, и первый чернокожий олимпийский чемпион — свой титул он завоевал в составе сборной Франции по регби, которая, обыграв Германию и Великобританию, заняла первое место в турнире, выиграв золотые медали.
В регби он играл за команды «Олимпик де Пари» и «Стад Франсе». Трёхкратный чемпион Франции (1897, 1898, 1901). Вместе со своим братом Альфонсом он основал Спортивный союз Гаити и стал пионером футбола на своей родине, забив первый гол в истории гаитянского футбола. В 1950 году Энрикес де Субьера стал сенатором.